# Order Uszakowa (Federacja Rosyjska)
Order Uszakowa (ros. Орден Ушакова) – jednoklasowe odznaczenie państwowe Federacji Rosyjskiej ustanowione 7 września 2010. Imieniem patrona adm. Uszakowa i kolorami wstążki nawiązuje bezpośrednio do I klasy sowieckiego orderu o tej samej nazwie. Przeznaczony jest głównie do odznaczania rosyjskich oficerów, dowódców większych formacji, za różne zasługi w dowodzeniu w walce z wrogami na morzu.